# Фонд
Фонд (англ. Foundation; фр. fond от лат. fundus — основание) — некоммерческая организация, учреждённая гражданами и (или) юридическими лицами на основе добровольных имущественных взносов, преследующая благотворительные, культурные, образовательные или иные социальные, общественно полезные цели.

## Определение
Согласно Британнике фонд (эндаумент, благотворительный фонд) — это неправительственная некоммерческая организация, владеющая предоставляемыми благотворителями активами и управляемая собственными должностными лицами, имеющая доходы, расходуемые на общественно полезные цели.
Согласно БСЭ фонд — это организация или учреждение, предназначенная для помощи или содержания учебных заведений, осуществления научных планов, открытий, изобретений, культурных и художественных достижений, для оказания материальной помощи творческим деятелям.

## Фонд в международном праве

### Россия
Согласно статье 123.17 ГК РФ фонд — это унитарная некоммерческая организация, не имеющая членства, учреждённая гражданами и (или) юридическими лицами на основе добровольных имущественных взносов и преследующая благотворительные, культурные, образовательные или иные социальные, общественно-полезные цели.
Имущество, переданное фонду, является собственностью фонда. В свою очередь, учредители не несут ответственность по обязательствам фонда, равно как и фонд не отвечает по обязательствам, возникшим у его учредителей. Нельзя обратить судебное взыскание на имущество лица, внесённое в фонд. Фонд использует имущество для целей, указанных в уставе и обязан ежегодно публиковать отчёты об использовании своего имущества. Название данной организации должно включать наименование и слово «фонд». Решение о ликвидации фонда принимает только суд и исключительно по заявлению заинтересованных лиц.
Фонд представляет собой некоммерческую организацию. Поэтому круг его учредителей обычно не широк. Сами учредители не получают какие-либо привилегии и тем более — прибыль. Членства в фонде нет, как и договоров. Есть только устав.
Учредитель не отвечает за долги фонда, потому что фонд — отдельная самостоятельная организация и способна сама отвечать по своим обязательствам и может в случаях предусмотренных законодательством зарабатывать средства сама. Отсюда наличие у фондов большого «соблазна» заниматься предпринимательской деятельностью. Поэтому с целью контроля за деятельностью фондов создается попечительский совет, он же — орган управления в фонде. Обязательным условием совета является его формирование из сторонних лиц.

### Великобритания
Слово «фонд» используется в названиях благотворительных организаций, при этом самого термина «фонд» в английском праве нет (в отличие от гражданско-правовых систем). Вместо этого употребляется термин «благотворительный траст» (что близко по значению к фонду).

### Германия
Законы позволяют создавать фонды для любых государственных и частных целей. Коммерческая деятельность не может быть основной, но может служить источником получения средств для фонда. Ограничений по размеру капитала для создания нет, но на практике оптимальным считаются активы не менее чем на 50 000 евро. Фонды находятся в ведении региональных органов власти.

### Ирландия
На территории Ирландии обслуживается более 40% мировых альтернативных инвестиционных фондов. Закон не предписывает какую-либо конкретную форму фондам. Чаще всего фонды здесь являются компаниями с ограниченной ответственностью или трастами. Фонд может зарегистрировать себя компанией, занимающейся благотворительностью для получения налоговых льгот. Фонды не обязаны регистрироваться в каких-либо государственных органах.

### Испания
Фонды создаются только с общественно-значимой целью и не могут использоваться для получения прибыли. Фонд может быть как частным, так и публичным. Он имеет статус юридического лица, независимого от учредителя.

### Италия
Фонды являются некоммерческими автономными организациями, активы которых посвящены определённым целям. Учредитель не может получать прибыль от деятельности фонда, или выводить средства, вложенные в фонд. Принципы деятельности фондов определяются Гражданским кодексом, раздел «О некоммерческих организациях» от 1942 года. В соответствии со статьёй 16 ГК Италии: устав фонда должен содержать сведения о названии фонда, предполагаемых источниках средств, цель создания, адреса органов управления фонда, правила деятельности фонда. Учредитель должен написать заявление, в котором должна быть указана основная цель фонда и размер активов для её осуществления, данное заявление должно быть нотариально заверено. Для получения статуса юридического лица фонд должен пройти юридическую регистрацию в местной префектуре, либо в региональных органах власти. Также есть некоторые нюансы, зависящие от цели и предполагаемой деятельности фонда.

### Канада
Фонды подразделяются на частные и общественные, но оба этих вида относятся к благотворительным организациям. В совокупности фонды составляют значительную базу активов для благотворительности.

### Нидерланды
Фонд является юридическим лицом, созданным на основе правового акта. Этот акт должен быть нотариально заверен. Государственные органы не участвуют в его создании, фонд приобретает полную правоспособность после составления правового акта. Фонды не могут иметь членов, и не обязательно должны владеть капиталом для осуществления поставленной цели. Основные принципы деятельности фондов закреплены в Гражданском кодексе, Раздел 2. Необязательно, цели фонда должны представлять общий интерес, направление его деятельности определяется советом, который отвечает за управление фондом. Если фонд занимается коммерческой деятельностью, то он должен быть зарегистрирован в соответствующем муниципальном органе. Коммерция разрешена, но прибыль от неё должна идти в распоряжения фонда, и такая деятельность облагается налогами на общих с юридическими лицами основаниях.

### США
Фондами считаются многие благотворительные организации. При этом, Налоговый кодекс подразделяет их на частные (там где основная доля активов формируется из пожертвований отдельных лиц, семей или компаний) и общественные (деньги получаются от широкой общественности). Частные фонды имеют больше ограничений и меньше налоговых льгот, чем публичные благотворительные организации.

### Финляндия
Фонды должны быть зарегистрированы и утверждены в Национальном совете патентов и регистрации в срок до 6 месяцев после создания, и должны иметь уставной капитал не менее 25 000 евро. Фонды могут заниматься любыми видами деятельности, указанными в уставе, в том числе и экономическими.

### Швеция
Фонд является юридическим лицом без владельца. Он образуется на основе безвозмездного пожертвования учредителей на определённые цели. Если фонд преследует общественно-значимые цели, он имеет право пользоваться льготным налоговым режимом. Сами цели могут быть различными — общественные, гуманитарные, культурные, религиозные и т. п. Как правило, надзор за фондами осуществляют местные органы власти, однако крупные фонды должны быть зарегистрированы на государственном уровне.